# Parafia św. Mikołaja w Lublińcu
Parafia Świętego Mikołaja – rzymskokatolicka parafia znajdująca się w Lublińcu. Parafia należy do diecezji gliwickiej i dekanatu Lubliniec.

## Zasięg parafii
Do parafii należą wierni z Lublińca, będący mieszkańcami ulic: 3 Maja, Św. Anny, Baczyńskiego, Cegielnianej, Cichociemnych, Częstochowskiej, Damrota, Dworcowej, Głogowa, Jaronia, Jaśminowej, Kasztanowej, Kilińskiego, Kopernika, Liberki, Lipowej, Lompy, Malinowej, Mańki, Miarki, Mickiewicza, św. Mikołaja, Młyńskiej, Niedurnego, Niegolewskich, Niepodległości, Ogrodowej, Opolskiej, Oświęcimskiej, Paderewskiego, Partyzantów, Pasiecznej, Piłsudskiego, Plebiscytowej, Podmiejskiej, Pogodnej, Polnej, Powstańców, Północnej, Przemysłowej, Pustej, Robotniczej, Rzeźniczka, Sobieskiego, Św. Edyty Stein, Strzeleckiej, Szymały, Torowej, Tylnej, Tysiąclecia, Uchodźców, Wąskiej, Wilimowskiego, Wiśniowej, Wojska Polskiego, Wrzosowej, ZHP, Zjednoczenia, Zwycięstwa i Żyznej.

### Kościoły  należące do parafii
- Kościół św. Mikołaja w Lublińcu - kościół parafialny
- Kościół św. Anny w Lublińcu - kościół filialny